# 阿耶洛双态菌科
阿耶洛双态菌科（學名：Ajellomycetaceae）是子囊菌門散囊菌綱爪甲團囊菌目的一個科，自2004年起本科独立于以导致皮癣菌病为主的分节癣菌科（Arthrodermataceae），名称已经获得《世界海洋物种目录》批准，目前已经鉴定出九個屬。 
在无性生殖相，本科真菌的无果形（anamorph）依温度与环境不同又呈现两种形态（dimorphic），一是在自然环境下表现为丝状的菌丝（hyphae）与分生孢子；另一个是在人体或动物体内高温环境下被吸入的分生孢子表现为酵母样的原生质孢子，在肺部造成损害后又扩散到肺外其它器官，导致急性的播散性真菌病 （B48.7，ICD-10）。另一些患者在感染当时没有明显症状，但在一段潜伏期后在机体免疫力下降的情况下发生机会性感染。本科大多数菌属如新埃蒙斯菌属（Emergomyces）、芽生孢子菌属、组织胞浆菌属都属于这一亚类。
另一亚类如埃蒙斯菌属 的孢子在吸入肺部后不再复制，而是在肺内迅速增长，直径从低温时候的2微米左右猛增到500微米，这就是非复制孢子（adiaspore），导致非复制孢子肺病（Adiaspiromycosis，B48.8，ICD-10。
本科真菌大多数都是双态性真菌（dimorphic fungus），即在不同的温度与环境下表现不同形态的无果形。但是，毛线捆菌属与螺旋裸囊菌属尚未发现明显的双态性无果形，至今也没有关于它们致病的报道。本科真菌没有角蛋白亲和性而不能水解角蛋白，因此不导致角化上皮如皮肤表层、毛发与指甲的真菌病，与分节癣菌属的各类皮癣菌不同。
在有性生殖相，本科真菌的有果形（teleomorph）由不同形态的子囊果分散在网状的菌丝包被之中，且菌丝包被又不同形状的附件。组织胞浆菌属与芽生孢子菌属的有果形皆被归于阿耶洛有果菌属。毛线捆菌属与螺旋裸囊菌属主要是有性生殖，因此以有果形为主，但它们独立于阿耶洛有果菌属。
随着艾滋病的流行、免疫抑制剂与抗生素在老年人口中的滥用，机会性真菌病（opportunistic mycoses，B48.7，ICD-10）的发病率逐渐攀升，其致病微生物的相当一部分都属于阿耶洛双态菌科，特别是新埃蒙斯菌属，在中国广州、山西均有发病。但由于这些病例并非达到流行规模，临床医生与患者对其相对不熟悉，会造成长时间误诊、误治。在贫困不发达地区，免疫功能正常的孩童或成人也有阿耶洛双态菌科感染，其感染途径主要是通过皮肤接触与呼吸吸入空气与土壤重的孢子，因此，针对感染途径方面采取相应措施可以减少发病机会。

## 下属分类
本科包括以下属：
- 阿耶洛有果菌属 Ajellomyces McDonough & A.L.Lewis, 1968
- 芽生孢子菌属 Blastomyces Gilchrist & W.R.Stokes, 1898
- 新埃蒙斯菌属 Emergomyces Dukik, Sigler & de Hoog, 2017
- 类埃蒙斯菌属 Emmonsiellopsis Y.Marín, Stchigel, Guarro & Cano, 2015
- 螺旋有果菌属 Helicocarpus Y.Marín, Guarro, Cano & Stchigel, 2015
- 组织胞浆菌属 Histoplasma Darling
- Loboa Cif., P.C.Azevedo, Campos & Carneiro, 1956
- 副球孢子菌属 Paracoccidioides F.P.Almeida